# Psihoterapie
Psihoterapia este un domeniu interdisciplinar, situat la granița dintre medicină și psihologie. Este o modalitate de tratament cuprinzător, deliberat și planificat, prin mijloace și metodologii științifice, având un cadru clinic și teoretic, centrată pe reducerea sau eliminarea unor simptome, tulburări mintale sau stări de suferință psihosociale și/sau psihosomatice și comportamente disfuncționale. (definiția dată psihoterapiei de către FRP- Federația Română de Psihoterapie). Respectiv, psihoterapia este o relație interpersonală intenționată utilizată de un psihoterapeut cu formare de specialitate cu scopul de a ajuta un client sau pacient privitor la problemele sale de viață.
Psihoteraspia este o metodă de  tratament psihologic aplicată tulburărilor de natură psihogenă. Este utilizată nu numai la subiecții psihotici și nevrotici, ci și la cei cu dificultăți de adaptare.
În psihoterapie se utilizează o gamă largă de tehnici, dar indiferent de tehnicile utilizate, se consideră (Dafinoiu,I, 2000) că cel mai important element în psihoterapie la ora actuală este relația terapeutică - factor comun în toate orientările terapeutice. 
În lume, psihoterapia este practicată de psihologi, medici, psihiatri, asistenți sociali, teologi, consilieri sau absolvenți de alte studii superioare și care au formare în psihoterapie. În România, psihoterapeuții sunt psihologi, medici, psihopedagogi și asistenți sociali cu formare într-o anumită școală sau metodă de psihoterapie. 
Cei mai mulți autori, de exemplu Dafinoiu, I., 2000 consideră că psihoterapia ar putea fi mai bine definită folosind termenul psihoterapii, datorită multiplelor orientări teoretice existente la ora actuală în lume. Tocmai din acest motiv în prezent se încearcă integrarea în psihoterapie, pornind de la ceea ce se numește factorii comuni. Termenul de "psihoterapii" este utilizat deoarece fiecare tehnică în parte se revendică teoretic de la una din numeroasele școli și orientări din psihologie. Cele mai cunoscute orientări (European Psychotherapy Association- EAP)sunt: 
- psihanaliza (la rândul ei de mai multe orientări- freudiană, jungiană, etc),
- psihoterapia adleriană (care-și are inspirația în scrierile teoretice ale medicului Alfred Adler),
- psihoterapia non-directivă sau centrată pe persoană/client (Carl Rogers),
- terapia comportamentală (Skinner),
- terapiile cognitiv/comportamentale (Aaron T. Beck, Albert Ellis),
- hipnoterapia (Milton H. Erickson),
- psihodrama (Jacob Levi Moreno, psihoterapeut de origine română),
- psihoterapia transpersonală (Stanislav Grof),
- psihoterapia expresivă (incluzând art-terapia, terapia prin dans și mișcare, drama terapia, meloterapia),
- psihoterapia narativă (Michael White, David Epston),
- psihoterapia dafinoică (John Dafinoiu, Georges Glaciel și Andrew Celalalt)
- psihoterapia gestalt (Frederick și Laura Perls).
- psihoterapia sistemică (De cuplu sau familială)
- Analiza Tranzacțională (Eric Berne)
- psihoterapia Pozitivă (N. Peseschkian)

De la jumătatea secolului al XX-lea și până în prezent, diversitatea orientărilor în psihoterapie a crescut foarte mult. Oricum, fiecare tehnică în parte vizează dezvoltarea armonioasă a persoanei și își propune să contribuie la ușurarea suferinței psihice. Psihoterapia este un domeniu interdisciplinar și este situată la granița dintre practică și teorie, în prezent preferându-se de cele mai multe ori conceptul de ”cercetător practician” cu referire la psihoterapeut . 
Ca metodă de tratament, psihoterapia este o intervenție psihologică asupra persoanei realizată prin mijloace și metodologii specifice ce țin de un cadru clinic și teoretic și care urmărește diminuarea sau înlăturarea unor simptome sau comportamente maladaptative și reechilibrarea prin modificarea cauzelor acestor simpome/tulburări și/sau uneori prin restructurarea personalității.
În psihoterapie, se utilizează o gamă variată de tehnici: discuții (care respectă o anumită tehnică), hipnoză, sugestie, restructurare cognitivă, etc.

## Etimologie
Cuvântul psihoterapie provine din greaca veche- psychē, însemnând spirit, suflet sau răsuflare și therapeia sau therapeuein, a vindeca sau a îngriji. 
Cuvântul psihoterapie a fost utilizat pentru prima oară în jurul anului 1890. Psihoterapia era definită în acea epocă ca ameliorare a distresului sau dizabilității unei persoane de către o alta prin folosirea unei abordări bazate pe o teorie sau o paradigmă anume. 

## Forme și intervenții
Cele mai multe forme de psihoterapie folosesc conversația ca mod de abordare a clientului/pacientului, dar există și forme de psihoterapie care utilizează alte modalități de comunicare cum sunt cuvântul scris, lucrările de artă, teatrul, poveștile, jocul (mai ales în psihoterapia copilului), desenul, dansul și mișcarea, sculptura, filmele. 
În timp ce unele intervenții psihoterapeutice tratează clientul/ pacientul folosind modelul medical, multe abordări terapeutice nu aderă la modelul bazat pe simptom de tipul ”boală/ vindecare”. Modelul medical este însă folosit de cele mai multe ori în cercetarea în psihoterapie, cuprinzând atât analiza cantitativă cât și analiza calitativă. 
Disputele existente  între diferitele orientări psihoterapeutice se referă în primul rând la importanța modificării comportamentale (terapia cognitiv-comportamentală) versus importanța insight-ului (psihoterapiile de orientare psihodinamică). Cercetările recente arată însă că o combinație a celor două este cea mai eficace în tratament și că aderarea terapeuților la una sau alta din cele două orientări depinde în mare măsură de modul în care psihoterapeutul însuși se descurcă cu anxietatea. 
Terapeuții care preferă aplicarea intervențiilor de tip comportamental sunt cei care își reprimă sau neagă sentimentele, in timp ce terapeuții care preferă aplicarea intervențiilor orientate spre insight au tendința de intelectualizare. Acesta este motivul pentru care psihoterapia integrativă recomandă calea de mijloc în intervențiile terapeutice . 

## Psihoterapie vs. consiliere psihologică
În unele țări ale lumii termenii de consiliere și psihoterapie sunt sinonimi . În România asociațiile profesionale de psihoterapie oferă formare profesională atât pentru psihoterapeuți cât și pentru consilieri, viziunile asupra diferențelor între consiliere și psihoterapie fiind diferite în cadrul diverselor asociații profesionale: în timp ce unele consideră consilierea psihologică o treaptă inferioară psihoterapiei (consilierul ocupându-se de probleme mai simple sau de aspecte care țin de dezvoltarea personală, iar psihoterapeutul tratând inclusiv tulburări care țin de psihopatologie), altele susțin că psihoterapia și consilierea sunt două discipline diferite. Colegiul Psihologilor din România cere la ora actuala asociațiilor profesionale să definească programa de formare pentru consilieri, pentru a diferenția astfel cele două sub-ramuri: psihoterapia și consilierea. 
Consilierea psihologică se deosebește de psihoterapie prin faptul că, în vreme ce psihoterapeutul practică intervenția psihologică sanogenă inclusiv în cazurile de tulburări psihice majore, consilierul psihologic încearcă să sprijine clientul în depășirea impasurilor inerente dezvoltării personale. Consilierul și psihoterapeutul lucreaza atât individual cât și pentru optimizarea relațiilor interpersonale (relațiile dintre copii și părinți, relațiile dintre soți, etc) și/sau autocunoaștere și dezvoltare personală.
Deși diferite sub aspectul conținutului (tipul de probleme abordate), consilierea psihologică și psihoterapia sunt similare sub aspectul procesului și al mecanismelor activate.

## Consiliere psihologică
Consilierea psihologică este o intervenție specifică realizată:
(a) în scopul optimizării adaptării, cunoașterii de sine și dezvoltării personale și/sau;
(b) în scopul prevenirii apariției ori corijării tulburărilor emoționale, cognitive și de comportament. 
Așa cum consilierea juridică este specifică juristului, consilierea medicală, medicului, etc., consilierea psihologică este apanajul psihologului (David, 2006); 
Consilierea psihologică se deosebește și de consilierea educațională școlară. În timp ce consilierea educațională/școlară abordeză probleme de educație, formare școlară și carieră, consilierea psihologică presupune intervenția specialistului în optimizare vieții personale, a relațiilor, sănătatea mintală și în ameliorarea problemelor psihologice, prin reglarea vieții emoționale și a comportamentului.

## Psihoterapiile
Psihoterapia poate fi individuală (obiectul intervenției este individul), în grup (obiectul intervenției este individul inserat într-un grup terapeutic) sau de grup (obiectul intervenției este grupul, spre exemplu, cuplu, familie etc.). Pentru simplificarea limbajului, sintagma „de grup” se utilizează adesea și cu referire la psihoterapia „în grup”. 
Este evident faptul că intervenția psihologică este ghidată de mecanismele presupuse a fi implicate în stările de sănătate și de boală. Așadar, în funcție de aceste mecanisme, dar mai ales legat de ambiția a numeroși psihologi/psihiatri de a deveni întemeietori de școalǎ, avem mai multe orientări (paradigme) psihoterapeutice:
Aceste orientǎri, după felul abordǎrii, se clasificǎ:
- a) Activ-Directive:

1. tehnici de relaxare;
2. sugestia și hipnoza;
3. abordarea cognitiv-comportamentală;
4. abordarea umanist-existențial-experiențială;
5. psihoterapia adleriană.

În cadrul acestor orientări există diverse școli, fiecare cu particularități teoretico-procedurale specifice. Se estimează (Bergin și Garfield, 1994) că există aproximativ 200 de școli de psihoterapie și peste 600 de tehnici de intervenție. 
- b) Holistice, orientate către:

- subiect ca entitate complexă și irepetabilă, trăitoare într-un univers infinit, 
dar într-un ambient microsocial cu o specificitate unică; 
- dezvǎluirea conflictelor intrapsihice și reducera lor în scopul obținerii unei mai bune adaptări și - în acest fel - a stării de echilibru psihic.
În această categorie se încadrează:
1. abordările dinamice (freudiană, junghiană);
2. abordarea non-directivǎ - Carl Rogers;
3. abordarea abreactivă, care dezvoltă tehnici verbale de stimulare a dezvăluirii de sine în vederea depǎșirii blocajelor ce stau la baza dezorganizărilor psihice generate de sentimente și atitudini negative de vinovăție, frustrare, ură, revoltă etc. - aceastǎ metodǎ reprezintă o perfecționare, pe baza unui paradigme teoretice mai avansate, a abordării rogersiene.

Pentru unele școli psihoterapeutice se pot evidenția câteva etape comune în procesul terapeutic, care se presupune că ar avea o contribuție la promovarea sănătății mintale și la diminuarea/înlăturarea manifestărilor clinice:
- contactul cu pacientul și stabilirea, de comun acord, a termenilor relației de sprijin psihologic;
- evaluarea clinică și psihodiagnosticul;
- conceptualizarea clinică;
- aplicarea tehnicilor de intervenție psihoterapeutică (inclusiv următirea evoluției pacientului și rezultatele demersului terapeutic) ;
- sevrajul - sprijinirea pacientului pentru a avea o viață independentă, pentru a se desprinde de terapeut, pentru a ieși, netraumatic și conservându-și noul echilibru, din relația psihoterapeutică.

În unele abordări non-directive și abreactive, atât "evaluarea clinică" (în forma evaluării psihiatrice/psihologice de tip categorial-DSM) cât și "conceptualizarea clinică" (asociată diagnosticului categorial DSM) nu numai că nu sunt necesare, ci sunt chiar contraproductive deoarece duc la "etichetări" generatoare de prejudecăți conceptuale de natură să îngreuneze sau chiar să compromită procesul terapeutic. De aceea Carl Roges a evitat "diagnosticele clinice", considerându-le procustiene, și chiar termenul de psihoterapie - pentru el, între "psiholog" și "client" se naște o relație de ajutor psihologic în care o persoană, aflată în stare de echilibru psihic mai bun, ajută, printr-o atitudine de acceptare cvasi-necondiționată, o altă persoană, aflată în dificultate, să atingă parametrii psihici necesari unei bune adaptări; chiar și în aceste condiții însă "evaluarea non-categorială" (care este starea inițială; ce probleme sunt?) și "conceptualizarea non-categorială" (cum s-au dezvoltat aceste probleme) sunt componente importante ale demersului terapeutic.

## Orientări în psihoterapie
Psihanaliza a fost prima formă de psihoterapie cunoscută. Psihanaliza se distinge prin faptul că încurajează verbalizarea gândurilor pacienților, incluzând asociațiile libere, fanteziile și visele din care analistul interpretează natura conflictelor inconștiente care produc simptomele pacienților.
Psihoterapia cognitiv-comportamentală caută prin diverse metode să identifice și să modifice cognițiile maladaptative, credințele și comportamentele cu scopul de a influența emoțiile negative distructive și comportamentele disfuncționale problematice. 
Psihoterapia psihodinamică se centrează pe relevarea conținutului inconștient al psihismului clientului cu scopul de ameliorare a tensiunii psihice. Deși rădăcinile sale se află în psihanaliză, psihoterapia psihodinamică tinde să fie de mai scurtă durată și este mai puțin intensivă comparativ cu psihanaliza tradițională.
Psihoterapia existențială se bazează pe credința existențială că ființele umane sunt singure în lume. Această izolare conduce la sentimentul lipsei de sens care poate fi depășit numai prin crearea valorilor și înțelesurilor proprii. 
Psihoterapia umanistă a apărut ca reacție la behaviorism și psihanaliză și este ca urmare cunoscută sub numele de A Treia Forță în dezvoltarea psihologiei. Psihoterapia umanistă se ocupă de contextul uman al dezvoltării individului subliniind înțelesul subiectiv, respingând determinismul și preocupându-se de creșterea pozitivă mai degrabă decât de patologie. Scopul acestei psihoterapii este de a crea un mediu relațional în care persoana să poată prospera. 
'Psihoterapia de scurtă' durată este un termen generic pentru o varietate de abordări în psihoterapie. Diferă de alte școli de terapie prin faptul că subliniază centrarea pe o anumită problemă și intervenția directă. Este bazată pe soluții și nu orientată pe problemă. Scopul nu este atât de a vedea cum a apărut problema ci ce anume împiedică schimbarea. 
Psihoterapia sistemică se adresează oamenilor în relație, respectiv are de-a face cu interacțiunile de grup. Include terapia familială și consilierea maritală. 
Psihoterapia transpersonală se adresează clientului în contextul unei înțelegeri spirituale a conștienței.
La ora actuală în lume există sute de orientări în psihoterapie. Dovezile științifice, luate împreună, arată că nu putem dovedi că există o abordare psihoterapeutică mai bună decât altele.  

### Humanistic schools
- Schneider, Kirk J.; Bugental, James F.T.; Pierson, J. Fraser (2001). The Handbook of Humanistic Psychology. Sage. ISBN 0761921214.
- Rowan, John (2001). Ordinary Ecstasy. Brunner-Routledge. ISBN 0415236320.
- Toman, Sarah; Woldt, Ansel, ed. (2005). Gestalt Therapy History, Theory, and Practice (ed. pbk.). Gestalt Press. ISBN 0761927913.
- Gessmann, Hans-Werner (1994). Humanistisches Psychodrama Band I - IV (în germană) (ed. pbk.). Psychotherapeutic Institute Bergerhausen. ISBN 9783928524216.
- Crocker, Sylvia Fleming (1999). A Well-Lived Life, Essays in Gestalt Therapy (ed. pbk.). SAGE Publications. ISBN 0881632872.
- Russon, John Edward (2003). Human Experience: Philosophy, Neurosis, and the Elements of Everyday Life (ed. pbk.). State University of New York Press. ISBN 9780791457542.
- Yontef, Gary (1993). Awareness, Dialogue, and Process (ed. pbk.). The Gestalt Journal Press. ISBN 0939266202.